# 홋카이도 선거구
홋카이도 선거구(일본어: 北海道選挙区)는 일본의 참의원 선거구이다.

## 선거구 정보
| 지역      | 홋카이도 전역            |
| 의원 정수 | 6명 (개선 정수 3명)      |
| 유권자 수 | 4,462,996명 (2022년 9월) |

## 역대 의원
| 홀수회                         | 홀수회                         | 홀수회                         | 홀수회                         | 홀수회                       | 짝수회                       | 짝수회                         | 짝수회                         | 짝수회                       | 짝수회                         |
| 의원 1                         | 의원 2                         | 의원 3                         | 의원 4                         | 선거                         | 선거                         | 의원 1                         | 의원 2                         | 의원 3                       | 의원 4                         |
| ------------------------------ | ------------------------------ | ------------------------------ | ------------------------------ | ---------------------------- | ---------------------------- | ------------------------------ | ------------------------------ | ---------------------------- | ------------------------------ |
| 이타야 준스케 (일본자유당)     | 호리 스에지 (무소속)           | 지바 마코토 (일본사회당)       | 가가 미사오 (무소속            | 1947년 제1회                 | 1947년 제1회                 | 와카키 가쓰조 (무소속)         | 기노시타 겐고 (일본사회당)     | 마치무라 게이키 (무소속)     | 고바야시 요네사부로 (무소속)   |
| 아리마 에이지 (국민민주당)     | 호리 스에지 (무소속)           | 지바 마코토 (일본사회당)       | 가가 미사오 (무소속            | 1950년 보궐                  | 1950년 제2회                 | 기노시타 겐고 (일본사회당)     | 아즈마 다카시 (농민협동당)     | 와카키 가쓰조 (일본사회당)   | 마쓰무라 사다요시 (농민협동당) |
| 지바 마코토 (사회당 좌파)      | 기타 가쓰타로 (무소속)         | 호리 스에지 (자유당)           | 아리마 에이지 (개진당)         | 1953년 제3회                 |                              | 기노시타 겐고 (일본사회당)     | 아즈마 다카시 (농민협동당)     | 와카키 가쓰조 (일본사회당)   | 마쓰무라 사다요시 (농민협동당) |
| 지바 마코토 (사회당 좌파)      | 기타 가쓰타로 (무소속)         | 호리 스에지 (자유당)           | 아리마 에이지 (개진당)         |                              | 1956년 제4회                 | 도마베치 히데토시 (자유민주당) | 오야 다다시 (일본사회당)       | 아즈마 다카시 (일본사회당)   | 니시다 신이치 (자유민주당)     |
| 요네타 이사오 (일본사회당)     | 호리 스에지 (자유민주당)       | 이카와 이헤이 (자유민주당)     | 지바 마코토 (일본사회당)       | 1959년 제5회                 |                              | 도마베치 히데토시 (자유민주당) | 오야 다다시 (일본사회당)       | 아즈마 다카시 (일본사회당)   | 니시다 신이치 (자유민주당)     |
| 요네타 이사오 (일본사회당)     | 호리 스에지 (자유민주당)       | 이카와 이헤이 (자유민주당)     | 지바 마코토 (일본사회당)       |                              | 1962년 제6회                 | 오야 다다시 (일본사회당)       | 고바야시 도쿠이치 (무소속)     | 요시다 주자부로 (일본사회당) | 니시다 신이치 (자유민주당)     |
| 가와무라 세이이치 (일본사회당) | 이카와 이헤이 (자유민주당)     | 다카하시 유노스케 (자유민주당) | 다케다 겐쇼 (일본사회당)       | 1965년 제7회                 |                              | 오야 다다시 (일본사회당)       | 고바야시 도쿠이치 (무소속)     | 요시다 주자부로 (일본사회당) | 니시다 신이치 (자유민주당)     |
| 가와무라 세이이치 (일본사회당) | 이카와 이헤이 (자유민주당)     | 다카하시 유노스케 (자유민주당) | 다케다 겐쇼 (일본사회당)       |                              | 1968년 제8회                 | 오야 다다시 (일본사회당)       | 가와구치 요이치 (자유민주당)   | 니시다 신이치 (자유민주당)   | 요시다 주자부로 (일본사회당)   |
| 다카하시 유노스케 (자유민주당) | 가와무라 세이이치 (일본사회당) | 다케다 겐쇼 (일본사회당)       | 이와모토 마사이치 (자유민주당) | 1971년 제9회                 |                              | 오야 다다시 (일본사회당)       | 가와구치 요이치 (자유민주당)   | 니시다 신이치 (자유민주당)   | 요시다 주자부로 (일본사회당)   |
| 다카하시 유노스케 (자유민주당) | 가와무라 세이이치 (일본사회당) | 다케다 겐쇼 (일본사회당)       | 이와모토 마사이치 (자유민주당) |                              | 1974년 제10회                | 오가사와라 사다코 (일본공산당) | 요시다 주자부로 (일본사회당)   | 쓰시마 다카카쓰 (일본사회당) | 아이자와 다케히코 (공명당)     |
| 기타 슈지 (자유민주당)         | 나카무라 게이이치 (자유민주당) | 마루타니 가네야스 (일본사회당) | 가와무라 세이이치 (일본사회당) | 1977년 제11회                |                              | 오가사와라 사다코 (일본공산당) | 요시다 주자부로 (일본사회당)   | 쓰시마 다카카쓰 (일본사회당) | 아이자와 다케히코 (공명당)     |
| 기타 슈지 (자유민주당)         | 나카무라 게이이치 (자유민주당) | 마루타니 가네야스 (일본사회당) | 가와무라 세이이치 (일본사회당) |                              | 1980년 제12회                | 다카기 마사아키 (자유민주당)   | 이와모토 마사미쓰 (자유민주당) | 쓰시마 다카카쓰 (일본사회당) | 오가사와라 사다코 (일본공산당) |
| 기타 슈지 (자유민주당)         | 스가노 히사미쓰 (일본사회당)   | 마루타니 가네야스 (일본사회당) | 구도 마사미 (자유민주당)       | 1983년 제13회                |                              | 다카기 마사아키 (자유민주당)   | 이와모토 마사미쓰 (자유민주당) | 쓰시마 다카카쓰 (일본사회당) | 오가사와라 사다코 (일본공산당) |
| 기타 슈지 (자유민주당)         | 스가노 히사미쓰 (일본사회당)   | 마루타니 가네야스 (일본사회당) | 구도 마사미 (자유민주당)       |                              | 1986년 제14회                | 쓰시마 다카미쓰 (일본사회당)   | 이와모토 마사미쓰 (자유민주당) | 다카기 마사아키 (자유민주당) | 오가사와라 사다코 (일본공산당) |
| 다케무라 야스코 (무소속)       | 스가노 히사미쓰 (일본사회당)   | 기타 슈지 (자유민주당)         | 다카사키 유코 (일본공산당)     | 1989년 제15회                |                              | 쓰시마 다카미쓰 (일본사회당)   | 이와모토 마사미쓰 (자유민주당) | 다카기 마사아키 (자유민주당) | 오가사와라 사다코 (일본공산당) |
| 다케무라 야스코 (무소속)       | 스가노 히사미쓰 (일본사회당)   | 기타 슈지 (자유민주당)         | 다카사키 유코 (일본공산당)     |                              | 1992년 제16회                | 가자마 히사시 (공명당)         | 나카오 노리유키 (무소속)       | 미네자키 나오키 (일본사회당) | 다카기 마사아키 (자유민주당)   |
| 스가노 히사미쓰 (일본사회당)   | 오가와 가쓰야 (신진당)         |                                |                                | 1995년 제17회                |                              | 가자마 히사시 (공명당)         | 나카오 노리유키 (무소속)       | 미네자키 나오키 (일본사회당) | 다카기 마사아키 (자유민주당)   |
| 스가노 히사미쓰 (일본사회당)   | 오가와 가쓰야 (신진당)         |                                | 1998년 제18회                  | 미네자키 나오키 (민주당)     | 나카가와 요시오 (자유민주당) |                                |                                |                              |                                |
| 다테 주이치 (자유민주당)       | 오가와 가쓰야 (민주당)         | 2001년 제19회                  |                                | 미네자키 나오키 (민주당)     | 나카가와 요시오 (자유민주당) |                                |                                |                              |                                |
| 다테 주이치 (자유민주당)       | 오가와 가쓰야 (민주당)         |                                | 2004년 제20회                  | 나카가와 요시오 (자유민주당) | 미네자키 나오키 (민주당)     |                                |                                |                              |                                |
| 오가와 가쓰야 (민주당)         | 다테 주이치 (자유민주당)       | 2007년 제21회                  |                                | 나카가와 요시오 (자유민주당) | 미네자키 나오키 (민주당)     |                                |                                |                              |                                |
| 오가와 가쓰야 (민주당)         | 다테 주이치 (자유민주당)       |                                | 2010년 제22회                  | 하세가와 가쿠 (자유민주당)   | 도쿠나가 에리 (민주당)       |                                |                                |                              |                                |
| 다테 주이치 (자유민주당)       | 오가와 가쓰야 (민주당)         | 2013년 제23회                  |                                | 하세가와 가쿠 (자유민주당)   | 도쿠나가 에리 (민주당)       |                                |                                |                              |                                |
| 다테 주이치 (자유민주당)       | 오가와 가쓰야 (민주당)         |                                | 2016년 제24회                  | 하세가와 가쿠 (자유민주당)   | 도쿠나가 에리 (민진당)       | 하치로 요시오 (민진당)         |                                |                              |                                |
| 다카하시 하루미 (자유민주당)   | 가쓰베 겐지 (입헌민주당)       | 이와모토 쓰요히토 (자유민주당) | 2019년 제25회                  | 하세가와 가쿠 (자유민주당)   | 도쿠나가 에리 (민진당)       | 하치로 요시오 (민진당)         |                                |                              |                                |
| 다카하시 하루미 (자유민주당)   | 가쓰베 겐지 (입헌민주당)       | 이와모토 쓰요히토 (자유민주당) |                                | 2022년 제26회                | 하세가와 가쿠 (자유민주당)   | 도쿠나가 에리 (입헌민주당)     | 후나하시 도시미쓰 (자유민주당) |                              |                                |

## 최근 선거 결과

### 2016년 (제24회)
| 제24회 참의원 의원 통상선거홋카이도 선거구 (정수: 3명)     |                   |               |             |        |      |                 |
| 선거일: 2016년 7월 10일유권자수: 4,613,374명투표율: 56.78% |                   |               |             |        |      |                 |
| 후보                                                       | 후보              | 정당          | 득표        | 득표율 | 당락 | 비고            |
|                                                            | 하세가와 가쿠     | 자유민주당    | 648,269표   | 25.47% | 당선 | 공명당 추천     |
|                                                            | 도쿠나가 에리     | 민진당        | 559,996표   | 22.00% | 당선 |                 |
|                                                            | 하치로 요시오     | 민진당        | 491,129표   | 19.29% | 당선 | 사회민주당 추천 |
|                                                            | 가키키 가쓰히로   | 자유민주당    | 482,688표   | 18.96% |      | [ 주 2 ]        |
|                                                            | 모리 쓰네토       | 일본공산당    | 239,564표   | 9.41%  |      |                 |
|                                                            | 사토 가즈오       | 일본의 마음   | 34,092표    | 1.34%  |      |                 |
|                                                            | 나카무라 오사무   | 지지정당 없음 | 29,072표    | 1.14%  |      |                 |
|                                                            | 이다 요시히로     | 무소속        | 26,686표    | 1.05%  |      |                 |
|                                                            | 모리야마 요시노리 | 행복실현당    | 21,006표    | 0.83%  |      |                 |
|                                                            | 미즈코시 간요     | 무소속        | 12,944표    | 0.51%  |      |                 |
| 합계                                                       | 합계              | 합계          | 2,545,446표 |        |      |                 |

### 2019년 (제25회)
| 제25회 참의원 의원 통상선거홋카이도 선거구 (정수: 3명)     |                   |                             |             |        |      |             |
| 선거일: 2019년 7월 21일유권자수: 4,569,237명투표율: 53.76% |                   |                             |             |        |      |             |
| 후보                                                       | 후보              | 정당                        | 득표        | 득표율 | 당락 | 비고        |
|                                                            | 다카하시 하루미   | 자유민주당                  | 828,220표   | 34.36% | 당선 | 공명당 추천 |
|                                                            | 가쓰베 겐지       | 입헌민주당                  | 523,737표   | 21.73% | 당선 | [ 주 3 ]    |
|                                                            | 이와모토 쓰요히토 | 자유민주당                  | 454,285표   | 18.85% | 당선 | 공명당 추천 |
|                                                            | 하타야마 가즈야   | 일본공산당                  | 265,862표   | 11.03% |      |             |
|                                                            | 하라야 나미       | 국민민주당                  | 227,174표   | 9.43%  |      |             |
|                                                            | 야마모토 다카히라 | NHK로부터 국민을 지키는 당  | 63,308표    | 2.63%  |      |             |
|                                                            | 나카무라 오사무   | 안락사 제도를 생각하는 모임 | 23,785표    | 0.99%  |      |             |
|                                                            | 모리야마 요시노리 | 행복실현당                  | 13,724표    | 0.57%  |      |             |
|                                                            | 이와세 세이지     | 노동자당                    | 10,108표    | 0.42%  |      |             |
| 합계                                                       | 합계              | 합계                        | 2,410,203표 |        |      |             |

### 2022년 (제26회)
| 제26회 참의원 의원 통상선거홋카이도 선거구 (정수: 3명)     |                   |               |             |        |      |                 |
| 선거일: 2022년 7월 10일유권자수: 4,465,576명투표율: 53.98% |                   |               |             |        |      |                 |
| 후보                                                       | 후보              | 정당          | 득표        | 득표율 | 당락 | 비고            |
|                                                            | 하세가와 가쿠     | 자유민주당    | 595,033표   | 25.45% | 당선 | 공명당 추천     |
|                                                            | 도쿠나가 에리     | 입헌민주당    | 455,057표   | 19.47% | 당선 | 사회민주당 추천 |
|                                                            | 후나하시 도시미쓰 | 자유민주당    | 447,232표   | 19.13% | 당선 | [ 주 4 ]        |
|                                                            | 이시카와 도모히로 | 입헌민주당    | 422,392표   | 18.07% |      | [ 주 5 ]        |
|                                                            | 하타야마 가즈야   | 일본공산당    | 163,252표   | 6.98%  |      |                 |
|                                                            | 우스키 히데타케   | 국민민주당    | 91,127표    | 3.90%  |      |                 |
|                                                            | 오무라 고타로     | 참정당        | 75,299표    | 3.22%  |      |                 |
|                                                            | 사이토 다다유키   | NHK당         | 23,039표    | 0.99%  |      |                 |
|                                                            | 이시이 요시에     | NHK당         | 18,831표    | 0.81%  |      |                 |
|                                                            | 하마다 사토시     | NHK당         | 18,760표    | 0.80%  |      |                 |
|                                                            | 사와다 에이치     | 신당 구니모리 | 16,006표    | 0.68%  |      |                 |
|                                                            | 모리야마 요시노리 | 행복실현당    | 11,625표    | 0.50%  |      |                 |
| 합계                                                       | 합계              | 합계          | 2,337,653표 |        |      |                 |

## 같이 보기
- 홋카이도 제1구
- 홋카이도 제2구
- 홋카이도 제3구
- 홋카이도 제4구
- 홋카이도 제5구
- 홋카이도 제6구
- 홋카이도 제7구
- 홋카이도 제8구
- 홋카이도 제9구
- 홋카이도 제10구
- 홋카이도 제11구
- 홋카이도 제12구